# Greater Love Hath No Man (film 1914)
Greater Love Hath No Man è un cortometraggio muto del 1914 diretto da Richard Ridgely. Prodotto dalla Edison Company su un soggetto di Mary Imlay Taylor, il film aveva come interpreti Mabel Trunnelle, Edward Earle, Ohana Yamada, Thomas Tomamato, William West.

## Trama
Innamorata di Paul, un giovane ufficiale, la bella Foomi San è ferita quando lui le dice che dovrebbe cercarsi una moglie tra la sua stessa gente. Oshimo, che aveva seguito la loro storia d'amore, decide di vendicare la ragazza e manda un biglietto al tenente dove gli fissa un appuntamento nel giardino della casa da tè firmandosi come Foomi. Il biglietto, però, cade nelle mani di uno dei commilitoni di Paul che, per ripicca nei suoi riguardi, si presenta lui all'incontro. Scambiandolo per Paul, Oshimo lo aggredisce, accoltellandolo a morte. Mentre Oshimo trascina la sua vittima nel giardino, Foomi - che aveva assistito al delitto - raccoglie l'impugnatura rotta del pugnale e lo segue. Sentendo i suoi passi, l'assassino lascia cadere il corpo vicino al cancello proprio mentre sta arrivando Paul. Mentre si china sul cadavere, viene sorpreso e arrestato da alcuni soldati che stanno passando. La sua nota inimicizia con il defunto e le macchie di sangue sulle mani al processo non depongono a suo favore e il giovane tenente sta per essere condannato quando Foomi confessa di essere stata lei a uccidere l'ufficiale, portando come prova l'impugnatura rotta del pugnale. Convinto dell'innocenza della ragazza, Paul intavola con il dottore un'accesa discussione, quando interviene all'improvviso una ragazzina giapponese che continua a proclamare Foomi è innocente. I due seguono la bambina fino al giardino della casa da tè dove trovano il corpo di Oshimo e una confessione della sua colpevolezza. Fatta rilasciare Foomi, Paul non perde tempo a rassicurarla del proprio amore e del loro prossimo matrimonio.

## Produzione
Il film fu prodotto dalla Edison Company.

## Distribuzione
Distribuito dalla General Film Company, il film - un cortometraggio in una bobina - uscì nelle sale cinematografiche statunitensi il 6 ottobre 1914.